# Jayro Bustamante
Jayro Bustamante (Guatemala-Stad, 1977) is een Guatemalteeks filmregisseur, scenarioschrijver en producent.

## Biografie
Bustamante studeerde communicatie aan de San Carlos Universiteit van Guatemala. HIj begon te werken als regisseur voor het internationale reclamebureau Ogilvy. Daarna trok hij naar Europa om regie te studeren aan het Conservatoire libre du cinéma français in Parijs en scenario aan het Centro sperimentale di cinematografia in Rome.
In 2009 startte hij met Marina Peralta het productiehuis La Casa de Producción in Panajachel. In 2012 werd hij internationaal opgemerkt met de kortfilm Cuando sea grande (Wanneer ik groot ben), onder meer op de Alpinale. In 2015 gooide hij hoge ogen met Ixcanul, zijn langspeeldebuut over discriminatie van inheemse vrouwen. Als eerste Guatemalteekse regisseur in officiële competitie op het Internationaal filmfestival van Berlijn kreeg hij applaus na de persvisie en de Alfred Bauerprijs omwille van de nieuwe perspectieven voor de filmkunst. De film werd ook opgenomen in de Horizontes Latinos competitie op het Internationaal filmfestival van San Sebastián.
In 2017 zetelde Bustamante in de jury van de Berlinale en werd het scenario van Temblores bekroond met oog op verdere ontwikkeling. In deze tweede langspeler vermengde hij religie en homofobie: een ogenschijnlijk heteroseksuele huisvader wordt verliefd op een man, maar wordt 'gered' door zijn gelovige gemeenschap. In 2018 volgde er met de EFADs-CACI prijs in San Sebastian productiesteun voor La Llorona. Voor deze politieke horrorfilm baseerde Bustamante zich op de legende van La Llorona, de Latijns-Amerikaanse versie van de Medea-mythe waarin de wrekende moeder haar kinderen doodt. In de film staat zij symbool voor de wraak van het volk tegen de dictatuur van generaal Efraín Ríos Montt in de wreedste jaren van de Guatemalteekse Genocide.
In februari 2019 ging Temblores in wereldpremière in de Panorama sectie van de Berlinale en op 30 augustus 2019 volgde La Llorona op de Giornati degli Autori van het Filmfestival van Venetië. Samen met Ixcanul vormen deze films een drieluik over discriminatie aan de hand van drie courante Guatemalteekse scheldwoorden. Na de Kaqchikel die in Ixcanul worden weggezet als "indianen", toont Temblores hoe homofielen worden verworpen en La Llorona hoe mensenrechtenverdedigers worden weggezet als communisten.

## Filmografie
- 2006: Tout est question de fringues (video-kortfilm)
- 2012: Cuando sea grande (kortfilm)
- 2015: Ixcanul
- 2019: Temblores
- 2019: La Llorona

## Prijzen (selectie)
- 2015: Ixcanul
  - Grand Prix en Explore Award op Film Fest Gent 2015
- 2019: Temblores
  - Premio Sebastiane op het Filmfestival van San Sebastián
  - Beste Centraal-Amerikaanse film op het filmfestival van Costa Rica
  - Publieksprijs en Rail d’Oc award op het filmfestival van Toulouse
- 2019: La Llorona
  - Fedeora Award en beste regisseur van de Giornate degli Autori
  - Cinema Extraordinaire op het internationaal filmfestival van Bergen (Noorwegen)
  - Beste film op het internationaal filmfestival van Calcutta

- Gemeinsame Normdatei: 1110981961
- International Standard Name Identifier: 0000 0004 7870 4876
- Library of Congress Control Number: no2016078573
- Système universitaire de documentation: 240595955
- Virtual International Authority File: 315710552
- WorldCat: E39PBJgCHtBcVgmWphPkQdwcT3